# الیزاگا
الیزاگا (به لاتین: Alizaga) یک منطقهٔ مسکونی در نیجریه است که در ایالت پلاتو واقع شده‌است.